# Dasyhelea baltica
Dasyhelea baltica är en tvåvingeart som beskrevs av Remm 1966. Dasyhelea baltica ingår i släktet Dasyhelea och familjen svidknott. Inga underarter finns listade i Catalogue of Life.